# 1991-es női labdarúgó-világbajnokság (keretek)
Ez a szócikk tartalmazza az 1991-es női labdarúgó-világbajnokságon részt vevő csapatok által nevezett játékosok listáját.

## A csoport

### Kína
Szövetségi kapitány:  Sang Rujua
| Szám | Poszt | Név            | Születési dátum (Kor)        | Vál. | Klub         |
| ---- | ----- | -------------- | ---------------------------- | ---- | ------------ |
| 1    | K     | Csong Honglian | 1967. október 27. (24 éves)  |      | Dalian       |
| 2    | V     | Csen Hszia     | 1969. november 26. (21 éves) |      | Guangdong    |
| 3    | V     | Ma Li          | 1969. március 3. (22 éves)   |      | Beijing      |
| 4    | KP    | Li Hsziufu     | 1965. június 28. (26 éves)   |      | Prima Ham FC |
| 5    | V     | Csou Jang      | 1971. február 1. (20 éves)   |      | Dalian       |
| 6    | V     | Sui Csinghszia | 1966. december 18. (24 éves) |      | Shanghai     |
| 7    | CS    | Vu Veijing     | 1969. január 19. (22 éves)   |      | Guangdong    |
| 8    | KP    | Csou Hua       | 1969. október 3. (22 éves)   |      | Dalian       |
| 9    | KP    | Szun Ven       | 1973. április 6. (18 éves)   |      | Shanghai     |
| 10   | KP    | Liu Ailing     | 1967. május 2. (24 éves)     |      | Beijing      |
| 11   | CS    | Sun Csingmej   | 1966. június 19. (25 éves)   |      | Hebei        |
| 12   | V     | Ven Lirong     | 1969. október 2. (22 éves)   |      | Beijing      |
| 13   | CS    | Niu Licsie     | 1969. április 12. (22 éves)  |      | Changchun    |
| 14   | CS    | Csang Jan      | 1972. augusztus 6. (19 éves) |      | Dalian       |
| 15   | CS    | Vei Haijing    | 1971. január 5. (20 éves)    |      | Guangdong    |
| 16   | CS    | Csang Hongdong | 1969. március 20. (22 éves)  |      | Beijing      |
| 17   | KP    | Zhu Tao        | 1974. november 20. (16 éves) |      | Beijing      |
| 18   | K     | Li Sza         | 1968. január 3. (23 éves)    |      | Beijing      |

### Dánia
Szövetségi kapitány:  Keld Gantzhorn
| Szám | Poszt | Név                | Születési dátum (Kor)          | Vál. | Klub       |
| ---- | ----- | ------------------ | ------------------------------ | ---- | ---------- |
| 1    | K     | Helle Bjerregaard  | 1968. június 21. (23 éves)     |      | Rødovre BK |
| 2    | V     | Karina Sefron      | 1967. július 2. (24 éves)      |      | Malmö FF   |
| 3    | V     | Jannie Hansen      | 1963. október 6. (28 éves)     |      | Rødovre BK |
| 4    | V     | Bonny Madsen       | 1967. augusztus 10. (24 éves)  |      | Malmö FF   |
| 5    | V     | Helle Rotbøll      | 1963. október 8. (28 éves)     |      | HEI Aarhus |
| 6    | V     | Mette Nielsen      | 1964. június 15. (27 éves)     |      | Vorup FB   |
| 7    | KP    | Susan Mackensie    | 1962. december 24. (28 éves)   |      | HEI Aarhus |
| 8    | KP    | Lisbet Kolding     | 1965. április 6. (26 éves)     |      | HEI Aarhus |
| 9    | CS    | Annie Gam-Pedersen | 1965. július 5. (26 éves)      |      | Odense BK  |
| 10   | CS    | Helle Jensen       | 1969. március 23. (22 éves)    |      | B 1909     |
| 11   | CS    | Hanne Nissen       | 1970. november 21. (20 éves)   |      | Odense BK  |
| 12   | KP    | Irene Stelling     | 1971. július 25. (20 éves)     |      | HEI Aarhus |
| 13   | CS    | Annette Thychosen  | 1968. augusztus 30. (23 éves)  |      | Odense BK  |
| 14   | KP    | Marianne Jensen    | 1970. január 14. (21 éves)     |      | HEI Aarhus |
| 15   | KP    | Rikke Holm         | 1972. március 22. (19 éves)    |      | B 1909     |
| 16   | K     | Gitte Hansen       | 1961. szeptember 21. (30 éves) |      | B 1909     |
| 17   | KP    | Lotte Bagge        | 1968. május 21. (23 éves)      |      | B 1909     |
| 18   | KP    | Janne Rasmussen    | 1970. július 18. (21 éves)     |      | B 1909     |

### Új-Zéland
Szövetségi kapitány:  Dave Boardman
| Szám | Poszt | Név                  | Születési dátum (Kor)          | Vál. | Klub |
| ---- | ----- | -------------------- | ------------------------------ | ---- | ---- |
| 1    | K     | Leslie King          | 1963. november 13. (28 éves)   |      |      |
| 2    | V     | Jocelyn Parr         | 1967. március 5. (24 éves)     |      |      |
| 3    | V     | Cinnamon Chaney      | 1969. január 10. (22 éves)     |      |      |
| 4    | V     | Lynley Pedruco       | 1960. október 11. (31 éves)    |      |      |
| 5    | KP    | Deborah Pullen       | 1961. szeptember 20. (30 éves) |      |      |
| 6    | KP    | Lorraine Taylor      | 1961. szeptember 20. (30 éves) |      |      |
| 7    | KP    | Maureen Jacobson     | 1961. december 7. (29 éves)    |      |      |
| 8    | KP    | Monique van de Elzen | 1967. július 17. (24 éves)     |      |      |
| 9    | CS    | Wendi Henderson      | 1971. július 16. (20 éves)     |      |      |
| 10   | KP    | Donna Baker          | 1966. február 27. (25 éves)    |      |      |
| 11   | CS    | Amanda Crawford      | 1971. február 16. (20 éves)    |      |      |
| 12   | KP    | Julia Campbell       | 1965. április 1. (26 éves)     |      |      |
| 13   | V     | Kim Nye              | 1961. május 10. (30 éves)      |      |      |
| 14   | V     | Maria George         | 1965. március 3. (26 éves)     |      |      |
| 15   | V     | Terry McCahill       | 1970. szeptember 1. (21 éves)  |      |      |
| 16   | V     | Vivienne Robertson   | 1955. június 18. (36 éves)     |      |      |
| 17   | KP    | Lynne Warring        | 1963. december 1. (27 éves)    |      |      |
| 18   | K     | Anne Smith           | 1951. szeptember 27. (40 éves) |      |      |

### Norvégia
Szövetségi kapitány:  Even Pellerud
| Szám | Poszt | Név                 | Születési dátum (Kor)         | Vál. | Klub            |
| ---- | ----- | ------------------- | ----------------------------- | ---- | --------------- |
| 1    | K     | Reidun Seth         | 1966. június 9. (25 éves)     |      | GAIS Göteborg   |
| 2    | KP    | Cathrine Zaborowski | 1971. augusztus 2. (20 éves)  |      | Asker           |
| 3    | V     | Trine Stenberg      | 1969. december 6. (21 éves)   |      | Sandviken       |
| 4    | KP    | Gro Espeseth        | 1972. október 30. (19 éves)   |      | Sandviken       |
| 5    | V     | Gunn Nyborg         | 1960. március 21. (31 éves)   |      | Asker           |
| 6    | KP    | Agnete Carlsen      | 1971. január 15. (20 éves)    |      | SK Sprint/Jeløy |
| 7    | KP    | Tone Haugen         | 1964. február 6. (27 éves)    |      | Trondheims-Ørn  |
| 8    | V     | Heidi Støre         | 1963. július 4. (28 éves)     |      | SK Sprint/Jeløy |
| 9    | CS    | Hege Riise          | 1969. július 18. (22 éves)    |      | Setskog FK      |
| 10   | CS    | Linda Medalen       | 1965. június 17. (26 éves)    |      | Asker           |
| 11   | CS    | Birthe Hegstad      | 1966. július 23. (25 éves)    |      | Klepp           |
| 12   | K     | Bente Nordby        | 1974. július 23. (17 éves)    |      | Raufoss         |
| 13   | KP    | Liv Strædet         | 1964. október 21. (27 éves)   |      | SK Sprint/Jeløy |
| 14   | KP    | Margunn Humlestøl   | 1970. január 25. (21 éves)    |      | Asker           |
| 15   | KP    | Anette Igland       | 1971. október 2. (20 éves)    |      | Kaupanger       |
| 16   | V     | Tina Svensson       | 1966. november 16. (25 éves)  |      | Asker           |
| 17   | CS    | Ellen Scheel        | 1968. november 26. (22 éves)  |      | Jardar          |
| 18   | K     | Hilde Strømsvold    | 1967. augusztus 17. (24 éves) |      | Bøler           |

## B csoport

### Brazília
Szövetségi kapitány:  Fernando Pires
| Szám | Poszt | Név              | Születési dátum (Kor)          | Vál. | Klub          |
| ---- | ----- | ---------------- | ------------------------------ | ---- | ------------- |
| 1    | K     | Meg              | 1956. január 1. (35 éves)      |      | Radar         |
| 2    | V     | Rosa Lima        | 1964. május 2. (27 éves)       |      | Vasco da Gama |
| 3    | V     | Marisa           | 1966. augusztus 10. (25 éves)  |      | Radar         |
| 4    | V     | Elane            | 1968. június 4. (23 éves)      |      | Radar         |
| 5    | KP    | Marcia Silva     | 1962. augusztus 22. (29 éves)  |      | Radar         |
| 6    | KP    | Fanta            | 1966. szeptember 14. (25 éves) |      | Radar         |
| 7    | KP    | Marilza Silva    | 1964. március 12. (27 éves)    |      | Radar         |
| 8    | V     | Solange          | 1969. március 29. (22 éves)    |      | Radar         |
| 9    | CS    | Adriana          | 1966. december 26. (24 éves)   |      | Radar         |
| 10   | CS    | Roseli           | 1969. szeptember 7. (22 éves)  |      | Radar         |
| 11   | CS    | Cenira           | 1965. február 12. (26 éves)    |      | Radar         |
| 12   | K     | Miriam           | 1965. május 4. (26 éves)       |      | Radar         |
| 13   | KP    | Marcia Taffarel  | 1968. március 12. (23 éves)    |      | Radar         |
| 14   | KP    | Nalvinha         | 1965. július 14. (26 éves)     |      | Radar         |
| 15   | KP    | Pretinha         | 1975. május 19. (16 éves)      |      | LDNI          |
| 16   | V     | Doralice         | 1963. október 23. (28 éves)    |      | Radar         |
| 17   | KP    | Rosangela Rocha  | 1964. április 1. (27 éves)     |      | Radar         |
| 18   | KP    | Maria Lucia Lima | 1964. április 1. (27 éves)     |      | Radar         |

### Japán
Szövetségi kapitány:  Tamotsu Suzuki
| Szám | Poszt | Név               | Születési dátum (Kor)        | Vál. | Klub                            |
| ---- | ----- | ----------------- | ---------------------------- | ---- | ------------------------------- |
| 1    | K     | Szuzuki Maszae    | 1957. január 21. (34 éves)   |      | Nikko Shofen                    |
| 2    | V     | Honda Midori      | 1961. november 16. (30 éves) |      | Yomiuri Belleza                 |
| 3    | V     | Vatanabe Jumi     | 1970. július 2. (21 éves)    |      | Fujita Tendai                   |
| 4    | V     | Kadzsi Majumi     | 1964. június 28. (27 éves)   |      | Tazaki Kobe                     |
| 5    | V     | Jamagucsi Szajuri | 1966. július 25. (25 éves)   |      | Suzuyo Shimizu FC Lovely Ladies |
| 6    | V     | Takahagi Jóko     | 1969. április 17. (22 éves)  |      | Tokyo Gakugei                   |
| 7    | V     | Óbe Jumi          | 1975. február 15. (16 éves)  |      | Nikko Shofen                    |
| 8    | KP    | Macuda Micsiko    | 1966. október 26. (25 éves)  |      | Prima Ham                       |
| 9    | CS    | Noda Akemi        | 1969. október 13. (22 éves)  |      | Yomiuri Belleza                 |
| 10   | KP    | Takakura Aszako   | 1968. április 9. (23 éves)   |      | Yomiuri Belleza                 |
| 11   | KP    | Kioka Futaba      | 1965. november 22. (25 éves) |      | Suzuyo Shimizu FC Lovely Ladies |
| 12   | K     | Szakata Megumi    | 1971. október 18. (20 éves)  |      | Nissan Ladies                   |
| 13   | V     | Kuroda Kjóko      | 1970. május 8. (21 éves)     |      | Prima Ham                       |
| 14   | CS    | Handa Ecuko       | 1965. május 10. (26 éves)    |      | Suzuyo Shimizu FC Lovely Ladies |
| 15   | CS    | Nagamine Kaori    | 1968. június 3. (23 éves)    |      | Reggiana                        |
| 16   | CS    | Tezuka Takako     | 1970. november 6. (21 éves)  |      | Yomiuri Belleza                 |
| 17   | CS    | Mizuma Juriko     | 1970. július 22. (21 éves)   |      | Urawa Motobuto                  |
| 18   | V     | Ucsijama Tamaki   | 1972. december 13. (18 éves) |      | Tazaki Kobe                     |

### Svédország
Szövetségi kapitány:  Gunilla Paijkull
| Szám | Poszt | Név                         | Születési dátum (Kor)          | Vál. | Klub             |
| ---- | ----- | --------------------------- | ------------------------------ | ---- | ---------------- |
| 1    | K     | Elisabeth Leidinge          | 1957. március 6. (34 éves)     |      | Jitex BK         |
| 2    | V     | Malin Lundgren              | 1967. szeptember 3. (24 éves)  |      | Malmö FF         |
| 3    | V     | Anette Hansson              | 1963. május 2. (28 éves)       |      | Jitex BK         |
| 4    | V     | Camilla Fors                | 1969. április 24. (22 éves)    |      | Jitex BK         |
| 5    | V     | Zeikfalvy Éva               | 1967. április 18. (24 éves)    |      | Malmö FF         |
| 6    | KP    | Malin Swedberg              | 1968. szeptember 15. (23 éves) |      | Djurgårdens IF   |
| 7    | KP    | Pia Sundhage                | 1960. február 13. (31 éves)    |      | Hammarby IF      |
| 8    | KP    | Susanne Hedberg             | 1972. június 26. (19 éves)     |      | Sunnanå SK       |
| 9    | CS    | Helen Johansson             | 1965. július 9. (26 éves)      |      | Jitex BK         |
| 10   | CS    | Lena Videkull               | 1962. december 9. (28 éves)    |      | Malmö FF         |
| 11   | CS    | Anneli Andelén              | 1968. szeptember 21. (23 éves) |      | Öxabäck/Marks IF |
| 12   | K     | Ing-Marie Olsson            | 1966. február 23. (25 éves)    |      | Malmö FF         |
| 13   | V     | Marie Ewrelius              | 1967. augusztus 31. (24 éves)  |      | Djurgårdens IF   |
| 14   | V     | Camilla Svensson-Gustafsson | 1969. január 20. (22 éves)     |      | GAIS Göteborg    |
| 15   | CS    | Helen Nilsson               | 1970. november 24. (20 éves)   |      | Sundsvalls DFF   |
| 16   | KP    | Ingrid Johansson            | 1965. július 9. (26 éves)      |      | Jitex BK         |
| 17   | KP    | Marie Karlsson              | 1963. december 4. (27 éves)    |      | Öxabäck/Marks IF |
| 18   | KP    | Pernilla Larsson            | 1969. február 19. (22 éves)    |      | Gideonsbergs IF  |

### Egyesült Államok
Szövetségi kapitány:  Anson Dorrance
| Szám | Poszt | Név                     | Születési dátum (Kor)         | Vál. | Klub                                |
| ---- | ----- | ----------------------- | ----------------------------- | ---- | ----------------------------------- |
| 1    | K     | Mary Harvey             | 1965. június 4. (26 éves)     | 5    | UC Berkeley                         |
| 2    | CS    | April Heinrichs         | 1964. február 27. (27 éves)   | 42   | University of North Carolina        |
| 3    | KP    | Shannon Higgins         | 1968. február 20. (23 éves)   | 26   | University of North Carolina        |
| 4    | V     | Carla Werden (Overbeck) | 1968. május 9. (23 éves)      | 81   | University of North Carolina        |
| 5    | V     | Lori Henry              | 1966. március 20. (25 éves)   | 38   | University of North Carolina        |
| 6    | CS    | Brandi Chastain         | 1968. július 21. (23 éves)    | 14   | Santa Clara University              |
| 7    | KP    | Tracey Bates            | 1967. május 5. (24 éves)      | 28   | University of North Carolina        |
| 8    | V     | Linda Hamilton          | 1969. június 4. (22 éves)     | 18   | University of North Carolina        |
| 9    | KP    | Mia Hamm                | 1972. március 17. (19 éves)   | 43   | University of North Carolina        |
| 10   | CS    | Michelle Akers          | 1966. február 1. (25 éves)    | 44   | University of Central Florida       |
| 11   | KP    | Julie Foudy             | 1971. január 23. (20 éves)    | 26   | Stanford University                 |
| 12   | CS    | Carin Jennings          | 1965. január 9. (26 éves)     | 45   | UC Santa Barbara                    |
| 13   | KP    | Kristine Lilly          | 1971. július 22. (20 éves)    | 42   | University of North Carolina        |
| 14   | V     | Joy Biefeld (Fawcett)   | 1968. február 8. (23 éves)    | 40   | UC Berkeley                         |
| 15   | CS    | Wendy Gebauer           | 1966. december 25. (24 éves)  | 25   | University of North Carolina        |
| 16   | V     | Debbie Belkin           | 1966. május 27. (25 éves)     | 48   | University of Massachusetts Amherst |
| 17   | K     | Amy Allmann             | 1965. március 25. (26 éves)   | 46   | University of Central Florida       |
| 18   | K     | Kim Maslin-Kammerdeiner | 1964. augusztus 12. (27 éves) | 17   | George Mason University             |

## C csoport

### Tajvan
Szövetségi kapitány:  Chong Tsu-pin
| Szám | Poszt | Név            | Születési dátum (Kor)          | Vál. | Klub                            |
| ---- | ----- | -------------- | ------------------------------ | ---- | ------------------------------- |
| 1    | K     | Hong Li-chyn   | 1970. május 23. (21 éves)      |      | Taiwan PE College               |
| 2    | KP    | Liu Hsiu-mei   | 1972. november 28. (18 éves)   |      | Taiwan PE College               |
| 3    | V     | Chen Shwu-ju   | 1965. március 2. (26 éves)     |      | Ming Chuan University           |
| 4    | V     | Lo Chu-yin     | 1965. október 6. (26 éves)     |      | Mulan                           |
| 5    | V     | Chen Hsiu-lin  | 1973. december 12. (17 éves)   |      | Jinwen College                  |
| 6    | KP    | Chou Tai-ying  | 1963. augusztus 16. (28 éves)  |      | Suzuyo Shimizu FC Lovely Ladies |
| 7    | CS    | Lin Mei-chun   | 1974. január 11. (17 éves)     |      | Ming Chuan University           |
| 8    | KP    | Shieh Su-jean  | 1969. február 10. (22 éves)    |      | Suzuyo Shimizu FC Lovely Ladies |
| 9    | KP    | Wu Su-ching    | 1970. július 21. (21 éves)     |      | Taiwan PE College               |
| 10   | CS    | Huang Yu-chuan | 1971. február 17. (20 éves)    |      | Ming Chuan University           |
| 11   | V     | Hsu Chia-cheng | 1969. június 7. (22 éves)      |      | Suzuyo Shimizu FC Lovely Ladies |
| 12   | V     | Lan Lan-fen    | 1973. november 22. (17 éves)   |      | Ming Chuan University           |
| 13   | CS    | Lin Chao-chun  | 1972. október 31. (19 éves)    |      | Taiwan PE College               |
| 14   | CS    | Ko Chiao-lin   | 1973. szeptember 14. (18 éves) |      | Ming Chuan University           |
| 15   | V     | Wu Min-hsun    | 1974. szeptember 26. (17 éves) |      | Jinwen College                  |
| 16   | KP    | Chen Shu-chin  | 1974. szeptember 19. (17 éves) |      | Jinwen College                  |
| 17   | KP    | Lin Mei-jih    | 1972. február 27. (19 éves)    |      | Ming Chuan University           |
| 18   | K     | Lin Hui-fang   | 1973. október 6. (18 éves)     |      | Jinwen College                  |

### Németország
Szövetségi kapitány:  Gero Bisanz
| Szám | Poszt | Név                | Születési dátum (Kor)          | Vál. | Klub                    |
| ---- | ----- | ------------------ | ------------------------------ | ---- | ----------------------- |
| 1    | K     | Marion Isbert      | 1964. február 25. (27 éves)    | 52   | TSV Siegen              |
| 2    | V     | Britta Unsleber    | 1966. december 25. (24 éves)   | 38   | FSV Frankfurt           |
| 3    | V     | Birgitt Austermühl | 1965. október 8. (26 éves)     | 2    | TSV Battenberg          |
| 4    | V     | Jutta Nardenbach   | 1968. október 13. (23 éves)    | 28   | TuS Ahrbach             |
| 5    | V     | Doris Fitschen     | 1968. október 25. (23 éves)    | 36   | VfR Eintracht Wolfsburg |
| 6    | V     | Frauke Kuhlmann    | 1966. szeptember 27. (25 éves) | 36   | Schmalfelder SV         |
| 7    | KP    | Martina Voss       | 1967. december 22. (23 éves)   | 41   | TSV Siegen              |
| 8    | KP    | Bettina Wiegmann   | 1971. október 7. (20 éves)     | 16   | Grün-Weiß Brauweiler    |
| 9    | CS    | Heidi Mohr         | 1967. május 29. (24 éves)      | 41   | TuS Niederkirchen       |
| 10   | KP    | Silvia Neid        | 1964. május 2. (27 éves)       | 61   | TSV Siegen              |
| 11   | KP    | Beate Wendt        | 1971. szeptember 21. (20 éves) | 4    | SC Poppenbüttel         |
| 12   | K     | Elke Walther       | 1971. április 1. (20 éves)     | 4    | VfL Sindelfingen        |
| 13   | KP    | Roswitha Bindl     | 1965. január 14. (26 éves)     | 5    | FC Wacker München       |
| 14   | KP    | Petra Damm         | 1961. március 20. (30 éves)    | 43   | VfR Eintracht Wolfsburg |
| 15   | KP    | Christine Paul     | 1965. január 21. (26 éves)     | 7    | FC Wacker München       |
| 16   | CS    | Gudrun Gottschlich | 1970. május 23. (21 éves)      | 16   | KBC Duisburg            |
| 17   | KP    | Sandra Hengst      | 1973. április 12. (18 éves)    | 4    | KBC Duisburg            |
| 18   | CS    | Michaela Kubat     | 1972. április 10. (19 éves)    | 3    | Grün-Weiß Brauweiler    |

### Olaszország
Szövetségi kapitány:  Sergio Guenza
| Szám | Poszt | Név                  | Születési dátum (Kor)          | Vál. | Klub           |
| ---- | ----- | -------------------- | ------------------------------ | ---- | -------------- |
| 1    | K     | Stefania Antonini    | 1970. október 10. (21 éves)    |      | Reggiana       |
| 2    | V     | Paola Bonato         | 1961. január 31. (30 éves)     |      | Reggiana       |
| 3    | V     | Marina Cordenons     | 1969. január 12. (22 éves)     |      | Pordenone      |
| 4    | KP    | Maria Mariotti       | 1964. április 27. (27 éves)    |      | Reggiana       |
| 5    | V     | Raffaella Salmaso    | 1968. április 16. (23 éves)    |      | Milan '82      |
| 6    | V     | Maura Furlotti       | 1957. szeptember 12. (34 éves) |      | Lazio          |
| 7    | CS    | Silvia Fiorini       | 1969. december 24. (21 éves)   |      | Firenze        |
| 8    | KP    | Federica D'Astolfo   | 1966. október 27. (25 éves)    |      | ASD Torres     |
| 9    | CS    | Carolina Morace      | 1964. február 5. (27 éves)     |      | Milan '82      |
| 10   | KP    | Feriana Ferraguzzi   | 1959. február 20. (32 éves)    |      | Standard Liège |
| 11   | KP    | Adele Marsiletti     | 1964. november 7. (27 éves)    |      | Reggiana       |
| 12   | K     | Giorgia Brenzan      | 1967. augusztus 21. (24 éves)  |      | ASD Torres     |
| 13   | V     | Emma Iozzelli        | 1966. június 12. (25 éves)     |      | Reggiana       |
| 14   | V     | Elisabetta Bavagnoli | 1963. szeptember 3. (28 éves)  |      | Milan '82      |
| 15   | KP    | Anna Mega            | 1962. október 21. (29 éves)    |      | Reggiana       |
| 16   | KP    | Fabiana Correra      | 1967. október 1. (24 éves)     |      | Turris         |
| 17   | CS    | Nausica Pedersoli    | 1969. április 17. (22 éves)    |      | Milan '82      |
| 18   | CS    | Rita Guarino         | 1971. január 31. (20 éves)     |      | FCF Juventus   |

### Nigéria
Szövetségi kapitány:  Jo Bonfrere
| Szám | Poszt | Név               | Születési dátum (Kor)          | Vál. | Klub            |
| ---- | ----- | ----------------- | ------------------------------ | ---- | --------------- |
| 1    | K     | Ann Chiejine      | 1974. február 2. (17 éves)     |      | Flying Angels   |
| 2    | V     | Diana Nwaiwu      | 1973. október 10. (18 éves)    |      | Kakanfo Babes   |
| 3    | V     | Ngozi Ezeocha     | 1973. december 10. (17 éves)   |      | Princess Jegede |
| 4    | CS    | Adaku Okoroafor   | 1974. november 18. (16 éves)   |      | Flying Angels   |
| 5    | V     | Omo-Love Branch   | 1974. október 1. (17 éves)     |      | Ufuoma Babes    |
| 6    | KP    | Nkechi Mbilitam   | 1974. május 4. (17 éves)       |      | Kakanfo Babes   |
| 7    | CS    | Chioma Ajunwa     | 1971. december 25. (19 éves)   |      | River Mermaids  |
| 8    | CS    | Rita Nwadike      | 1974. november 3. (17 éves)    |      | River Mermaids  |
| 9    | CS    | Ngozi Uche        | 1973. június 18. (18 éves)     |      | Ufuoma Babes    |
| 10   | V     | Mavis Ogun        | 1973. augusztus 24. (18 éves)  |      | Ufuoma Babes    |
| 11   | CS    | Gift Showemimo    | 1974. május 24. (17 éves)      |      | Kakanfo Babes   |
| 12   | KP    | Florence Omagbemi | 1975. február 2. (16 éves)     |      | Ufuoma Babes    |
| 13   | KP    | Nkiru Okosieme    | 1972. március 1. (19 éves)     |      | SC Imo State    |
| 14   | V     | Phoebe Ebimiekumo | 1973. január 17. (18 éves)     |      | Ufuoma Babes    |
| 15   | KP    | Ann Mukoro        | 1975. április 27. (16 éves)    |      | Ufuoma Babes    |
| 16   | K     | Lydia Koyonda     | 1974. május 29. (17 éves)      |      | Ufuoma Babes    |
| 17   | V     | Edith Eluma       | 1958. szeptember 27. (33 éves) |      | Princess Jegede |
| 18   | KP    | Rachael Yamala    | 1975. február 12. (16 éves)    |      | Kakanfo Babes   |